# Meuzin

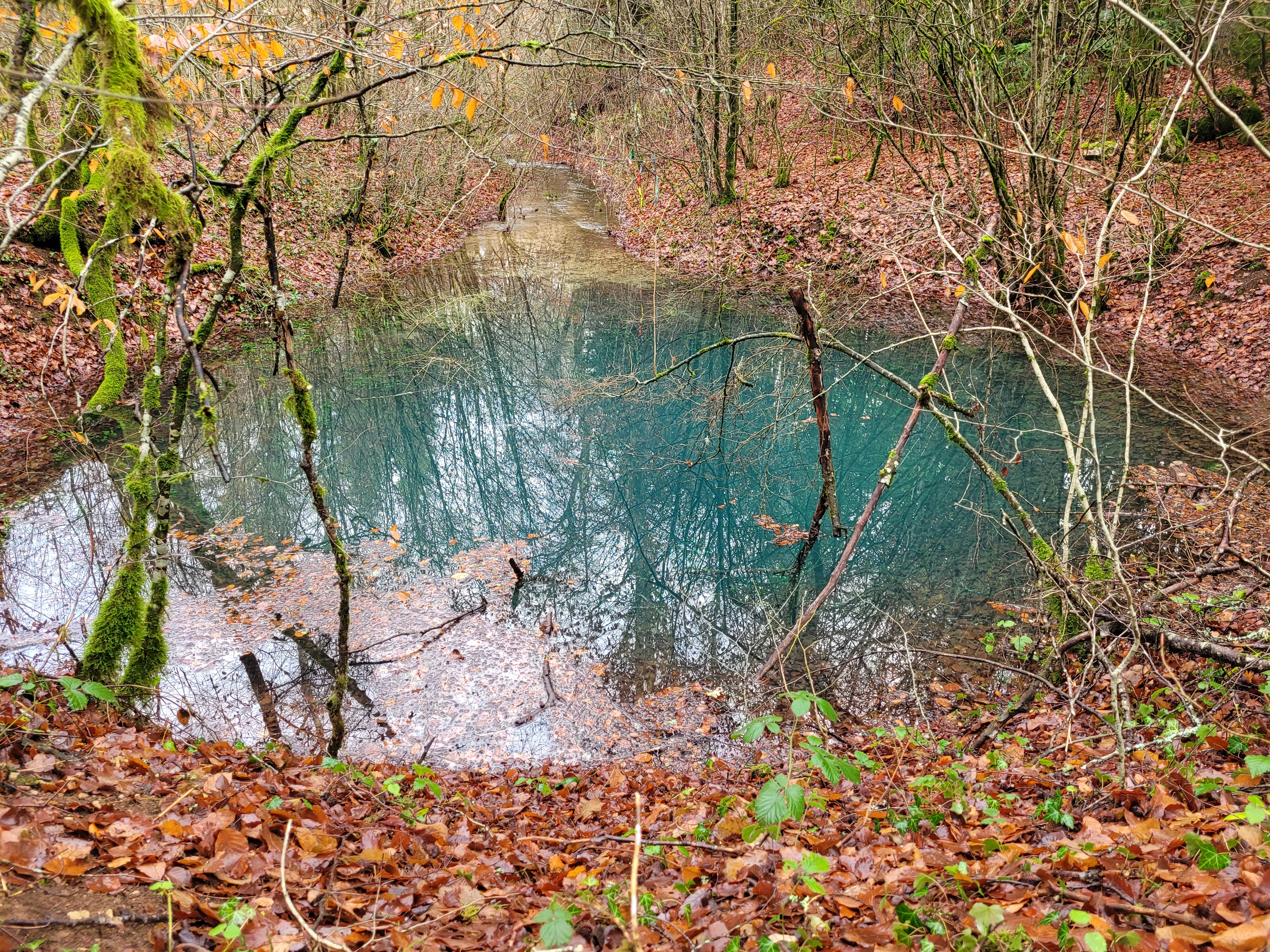
Le creux Tombain, source du Meuzin

Le Meuzin est une rivière des deux départements de la Côte-d'Or et de Saône-et-Loire, principal affluent de la Dheune elle-même affluent de la Saône. Elle est caractérisée par de violents débordements.

## Géographie
D'une longueur estimée entre 36,4 km et 38,1 km, et coulant à une pente moyenne de 3,7‰ du nord vers le sud, le Meuzin prend sa source à Ternant, près de la ferme de Chevigny, à 354 m d'altitude, au nord-ouest de L'Étang-Vergy, et s'appelle aussi le ruisseau du Creux Tombain.
Il traverse les gorges de la Serrée avant Nuits-Saint-Georges, avec un petit affluent gauche par la cascade de la Serrée.
Il rejoint la Dheune à Palleau, à 178 m d'altitude, peu avant que cette dernière ne se jette dans la Saône. Ses principaux affluents sont la Courtavaux et la Bouzaise, tous deux en rive droite.

### Communes et cantons traversés
Dans les deux départements de la Côte-d'Or et de Saône-et-Loire, le Meuzin traverse seize communes et quatre cantons :
- dans le sens amont vers aval : Ternant (source), L'Étang-Vergy, Curtil-Vergy, Messanges, Segrois, Villars-Fontaine, Meuilley, Chaux, Nuits-Saint-Georges, Quincey, Gerland, Argilly, Villy-le-Moutier, Corberon, Corgengoux, Palleau (confluence).

Soit en termes de cantons, le Meuzin prend source dans le canton de Gevrey-Chambertin, traverse les canton de Nuits-Saint-Georges, canton de Seurre, et conflue dans le canton de Verdun-sur-le-Doubs, dans les arrondissements de Dijon, de Beaune et de Chalon-sur-Saône.

### Bassin versant
Le Meuzin traverse une seule zone hydrographique la Dheune de la Bouzaise à la Saône (U303) de 1 039 km2 de superficie. Le Meuzin draine à lui seul une superficie de 418 km² soit près de la moitié du bassin versant de la Dheune.

### Organisme gestionnaire
Le Syndicat Intercommunal du Meuzin et de ses affluents, constitué des communes d'Arcenant, Argilly, Chaux, Corberon, Corgengoux, Corgoloin, Gerland, Meuilley, Nuits-Saint-Georges, Palleau, Premeaux-Prissey, Quincey, Villars-Fontaine et Villy-le-Moutier gère l'aménagement et l'entretien des cours d'eau et des ouvrages.

## Affluents
Le Meuzin a sept affluents référencés :
- L'Abîme de Bévy (rd), 2,2 km sur les quatre communes de Collonges-lès-Bévy, Bévy, Messanges, et Curtil-Vergy.
- Le Raccordon (rd), 7,9 km sur les trois communes de Arcenant, Meuilley, et Détain-et-Bruant.
- le Ruisseau de Lieu Dieu (rd), 4,6 km sur les deux communes de Marey-les-Fussey, et Meuilley.
- Le Fossé Carreau (rg), 4 km sur les deux communes d'Argilly, et Gerland.
- La Courtavaux (rd), 8,7 km sur les trois communes d'Argilly, Corgoloin, et Premeaux-Prissey.
- La Bouzaise (rd) 16,8 km avec deux affluents de rang de Strahler quatre par la Lauve, Les Echances, et le ruisseau des Brenots.
- La Sereine (rg) 19,6 km sur les huit communes de Palleau, Corgengoux, Corberon, Broin, Argilly, Bagnot, Villy-le-Moutier, et Montmain avec un seul affluent :
  - le ruisseau des Etangs, 2 km sur les deux communes d'Argilly, et Montmain.

Géoportail signale un gauche s'appelant le Flussey sur la commune de Corberon.
Son rang de Strahler est de cinq.

## Hydrologie
Son débit est irrégulier (entre 0 et 4 m3/s)[réf. nécessaire], dû à la nature karstique (calcaire) du sol qui peut induire une perte partielle voire totale, en raison de nombreuses failles, notamment dans la gorge de la Serrée. À l'étiage (le plus bas niveau des eaux, pendant l'été), le débit est quasiment nul pour le Meuzin amont.
A contrario, ses violents débordements ont fait des victimes à plusieurs reprises, en particulier douze morts en 1747. Les hydrogrammes montrent que le Meuzin à sa confluence avec la Dheune (Palleau) présente lors des crues un débit de pointe décennal proche de 40 m3/s pour une durée caractéristique de crue proche de 30 heures.
On peut voir les repères de niveau des inondations du XXe siècle au moulin Chevalier à Messanges.

## Les inondations
Pour la ville de Nuits, les inondations constituent un véritable fléau, répertorié sur les murs de la salle des mariages au même titre que les pestes. L'historien bourguignon Claude Courtépée qualifie le Meuzin de « torrent » lorsque celui-ci vient à déborder et inonder la ville et les faubourgs comme ce fut le cas en 1611, 1614, 1619, 1712 et 1713. Le 18 août 1747, Nuits est inondée une nouvelle fois : sept enfants et cinq adultes furent noyés. Un nouveau débordement a lieu le 21 janvier 1757 après de longues pluies qui activèrent la fonte des neiges[réf. souhaitée]. Durant cette dernière inondation, Claude Marey, ancien maire et secrétaire du roi Louis XV, s'illustre en « sauvant de la famine la moitié des habitants retirés sur le haut de leurs maisons inondées, en leur faisant porter sur une barque le pain qu'il faisait cuire chaque jour », ce qui lui vaudra le surnom de Boulanger.
L’historien Theuriet résume ainsi le problème. « Il était exposé à des débordements considérables occasionnés par la fonte des neiges ou des pluies abondantes qui tombaient avec précipitation dans le vallon de Vergy »[réf. souhaitée].
À la suite de ces débordements, l'intendant de la province fit élargir le lit de la rivière à Nuits à 32 pieds de largeur et encadré par des murs de 12 pieds de hauteur.
Malgré cela, en 1792 « la municipalité offre une couronne civique à Pierre Moingeard, vigneron à Villars Fontaine, venu à cheval annoncer une crue d’eau ».[réf. souhaitée]

### L'inondation du 28 juillet 1900
Plus récemment, J.F.Bazin précise: « Le 28 juillet 1900, après une quinzaine de jours de très forte chaleur (35 °C à l’ombre), un orage s’abat pendant 3 heures sur la région…. À l'Étang-Vergy, deux maisons sont en partie détruites (3). À Curley, un troupeau de moutons est noyé dans sa bergerie ».
Au moulin Chevalier le niveau de la rivière est monté en quelques instants à 2,60 m comme cela se voit encore sur les bâtiments teints par la couche d’eau très boueuse. Dans la cour du moulin un mur de 40 cm d’épaisseur, 1,80 m de hauteur et 6 m de longueur, séparant la cour du jardin, a été complètement abattu, de nombreux animaux (porcs, volailles) ont été noyés. L’eau a envahi les bâtiments d’habitation, arrivant au niveau du 1er étage et causant les dégâts que l’on devine. La meunière et une amie debout sur la table de la cuisine, ont pu être sauvées à temps par des gens du village de Messanges.

### La dernière inondation:1eroctobre1965
Elle confirme les observations qui prouvent que les crues centennales (4) du Meuzin arrivent en fait tous les 50 ans !
À noter aussi qu’en amont de Nuits-Saint-Georges la capacité du lit du Meuzin permet d’absorber le débit des crues décennales.
À la suite de ces violents épisodes d'inondations, des travaux de canalisage dès la fin du XVIIIè siècle, puis de curage et de bétonnage du lit du Meuzin (notamment à Nuits-Saint-Georges) ont été menés. Cela a toutefois parfois mené à des résultats contraires : si ces cours d'eau ne posent plus de problème dans les villes traversées, la réduction du laminage naturel ne permet plus de réduire le débit et accélère l'écoulement et l'évacuation vers l'aval.

## Pollution, états chimiques et biologiques
Les problématiques liées à la pollution du Meuzin ne sont pas récentes. En 1789, la municipalité de Nuits exige la suppression du fourneau de Pellerey en raison des dégâts causés en aval par le lavage du minerai. La rivière qui traverse la ville est « bourbeuse et infectée » au point de détourner les voyageurs, de troubler les lavoirs ainsi que l’eau du bétail. Les trois papeteries contribueraient également à rendre le Meuzin opaque et nauséabond.
Il faut également mentionner les rejets saisonniers de la production vitivinicole et la pollution temporaire mais très forte des rouissoirs à chanvre (réglementée à partir de 1897).
Aujourd'hui, les états chimique et biologique du Meuzin oscillent entre mauvais et moyen, notamment du fait des activités agricoles et viticoles. La qualité des eaux superficielles est jugée très dégradée. Le seuil réglementaire pour les pesticides est largement dépassé pour les trois stations. Le Meuzin présente en 2014 un état chimique jugé mauvais, dû aux pesticides employés par l'industrie viticole : 74% des produits retrouvés sont des fongicides employés en viticulture. La présence récurrente et les teneurs en isoproturon ou terbutylazine (herbicides) dégradent fortement la qualité. Le Meuzin à Quincey est fortement contaminé par les métaux lourds, comme le cuivre, le nickel et le plomb émanent de l'activité viticole. L'impact des effluents domestiques semble également important.
Si un suivi annuel réalisé en 2014 montre une amélioration globale de l'état écologique, le Meuzin n’est pas conforme au « bon état écologique » prescrit par la DCE (Directive Communautaire Européenne). Son état biologique varie de mauvais ("très dégradé" à Quincey avec une note IBGN de 6/20) à moyen (10/20 à Nuits-Saint-Georges et 11/20 à Argilly et Corgengoux).

## Qualité piscicole
L'amont du Meuzin (jusqu'à Nuits-Saint-Georges) est classé en 1re catégorie piscicole (salmonidés) tandis que l'aval du Meuzin est entièrement classé en deuxième catégorie piscicole (cyprinidés dominants).
En amont, des observations révèlent la présence de truitelles fario, mais le nombre de truites adultes reste faible (taille inférieure à 13 cm : 8 truitelles ; taille supérieure à 30 cm : 2 truites). Deux faisceaux de facteurs limitent la reproduction naturelle de l'espèce, d'une part par les étiages sévères qui limitent les capacités de reproduction; d'autre part par les pollutions domestiques, agricoles et viticoles qui causent la mort des individus et colmatent les frayères, en amont de Messanges ou au niveau de La Serrée.
La pollution causée par les activités viticole et agricole est une des principales causes de disparition des espèces, de même que la présence de barrages infranchissables limitant la circulation du poisson. Une troisième cause identifiée concerne les assèchements périodiques dus à des prélèvements trop importants pour l’adduction en eau potable [réf. souhaitée][réf. souhaitée].
Au delà des truites, d'autres espèces sont en voie de disparition : la moutelle (loche franche), petit poisson (10 à 15 cm) que les enfants pêchaient avec une fourchette ; la crevette d’eau douce (gammare)  dont la présence indique une rivière en bonne santé ou encore l’azerotte (trichoptère à fourreau) appréciée comme appât par les pêcheurs. Une pêche test a recueilli pas moins de 16 espèces de poissons, dont quatre sont totalement atypiques : la bouvière, l’épinochette, le hotu et le rotengle. Le brochet est l'espèce repère mais non la plus dominante. Les deux espèces les plus représentées sont le chevesne (47 %) et le vairon (26 %)

## Curiosités
Répertoriés et validés par la DIREN (Direction Régionale de l’Environnement), un site classé : les cascades du Meuzin de La Serrée et un site répertorié : Sources de l’ancien étang de Gratte-Dos (qui alimente le Meuzin même en période d’étiage)
Ajoutons qu’en divers endroits des dépôts de tufs dans le lit du cours d’eau forment des seuils naturels qui sont à l’origine d’écosystèmes remarquables.

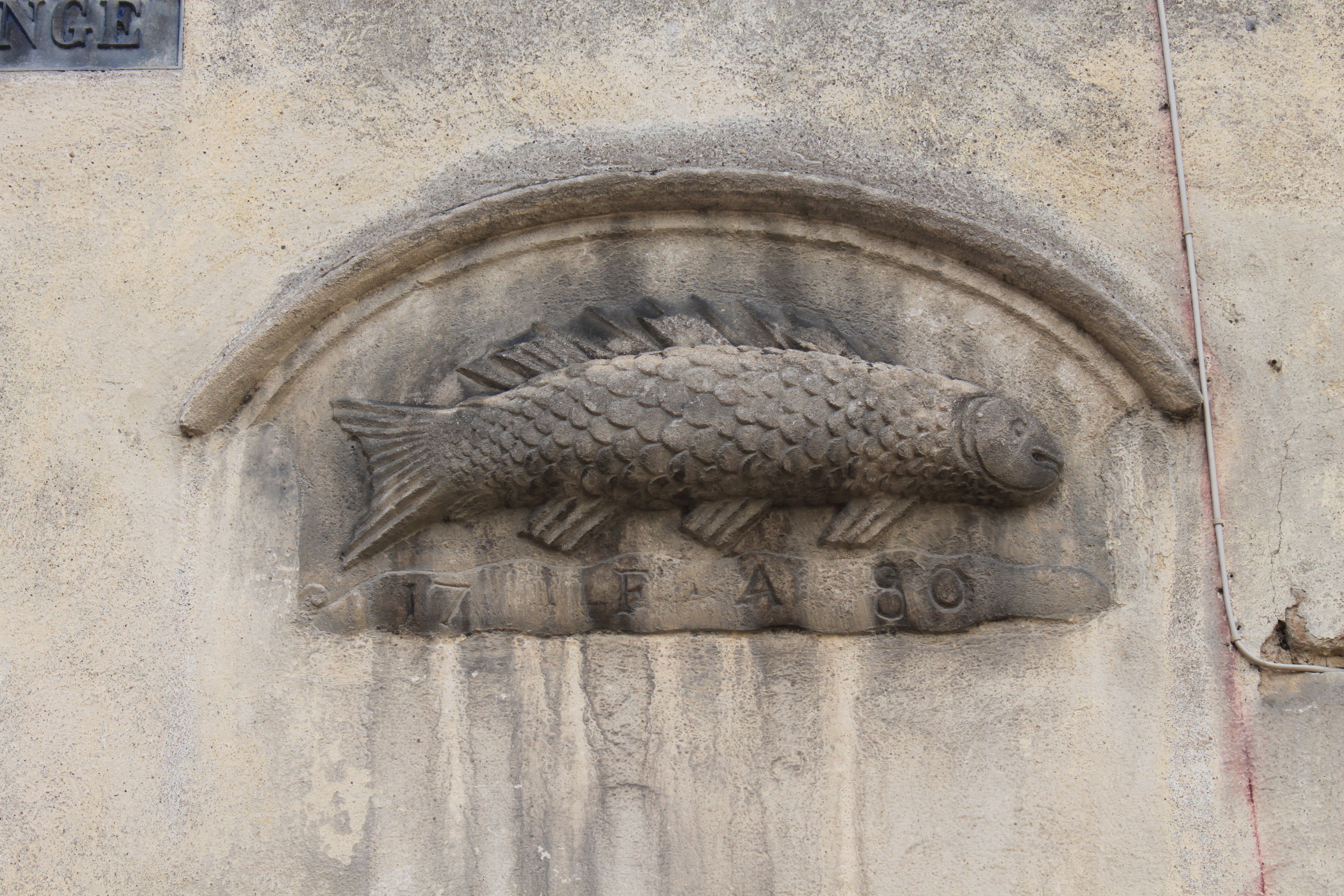
Moulage indiquant la hauteur de l'inondation.

À Nuits-Saint-Georges, un moulage de poisson, apposé sur un mur de la Place Monge (du côté de la rue Crébillon) indique la hauteur de l'inondation dont il témoigne.